# Tiv (Sprache)
Die Tiv-Sprache wird (einschließlich Zweitsprachler) von über 6 Millionen Menschen gesprochen, überwiegend in Nigeria und vereinzelt auch in Kamerun.
Als Muttersprache wird die Sprache von Volk der Tiv gesprochen. Die meisten nigerianischen Sprecher der Sprache sind im Bundesstaat Benue beheimatet. Die Sprache wird zudem in den nigerianischen Bundesstaaten Plateau, Taraba, Nassarawa sowie von Migranten in Abuja gesprochen. Sie ist Teil der tivoiden Sprachen innerhalb der südlichen bantoiden Sprachen.
Tiv hat zwölf Nominalklassen, die durch Präfixe und Suffixe markiert werden, von denen vier rein tonal sind. Tiv ist demnach wie die meisten Bantusprachen eine Tonsprache.
Die sprachwissenschaftliche Erforschung des Tiv begann bereits 1854, als der anglikanische Bischof Samuel Ajayi Crowther eine Wortliste des Tiv aufzeichnete. 1932 erschien in Lagos das erste Tiv-Englisch-Wörterbuch. Der Brite Roy Clive Abraham veröffentlichte 1933 eine Tiv-Grammatik, zudem 1940 ein Wörterbuch und eine umfassende Studie in vier Bänden. Die Bibel wurde in den 1960er Jahren in Tiv übersetzt.
Wörter auf Tiv
- Oberbürgermeister: Tor
- Zweiter Bürgermeister Ter
- Gemeindevorstand: Tyoor
- Dorfoberhaupt: Mbateregh
- Steuereintreiber: Ator a Ukpande